# Volkswagen

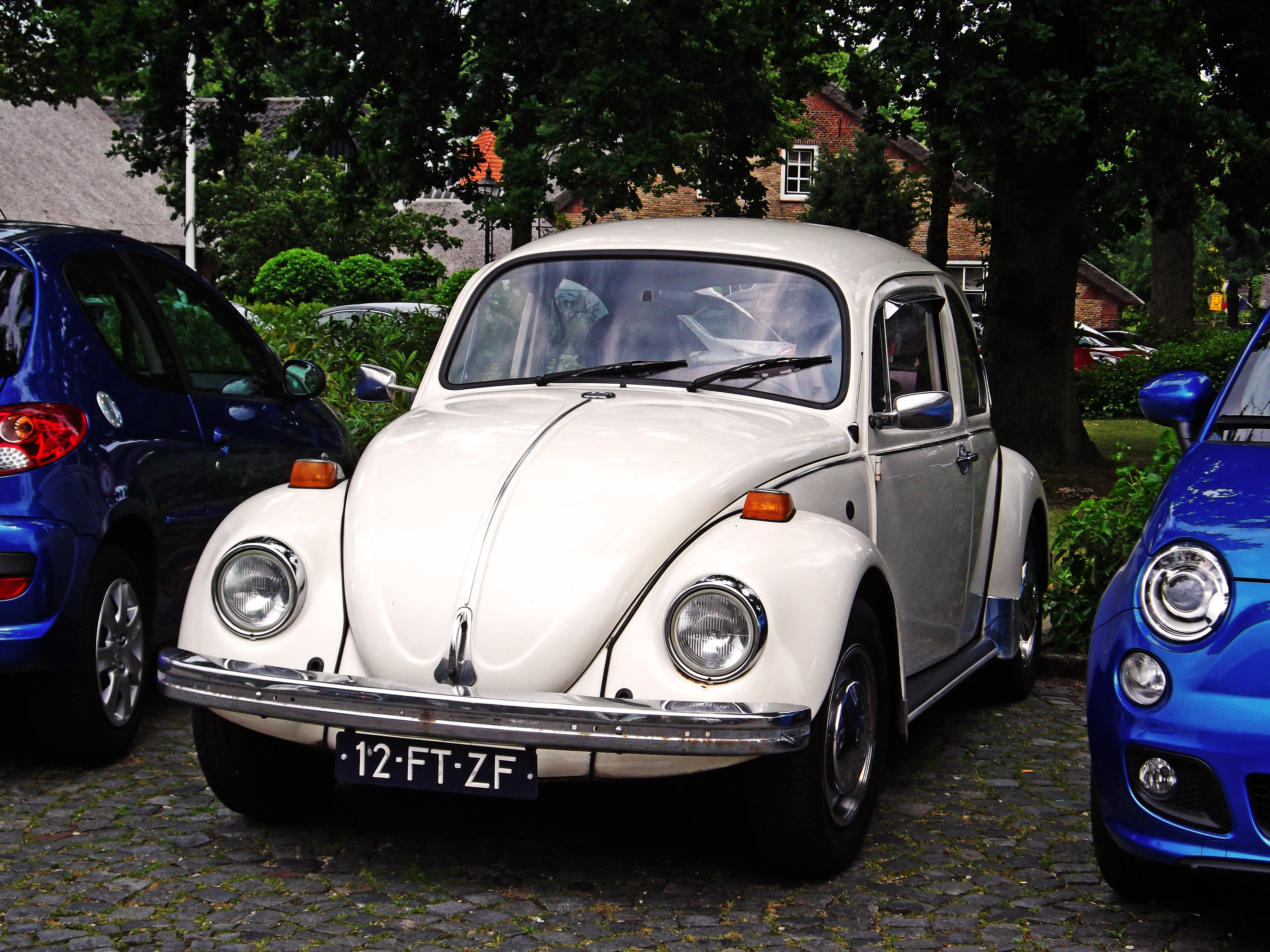
Volkswagen Typ 1, o primeiro carro da Volkswagen

A Volkswagen é uma fabricante alemã de veículos que pertence ao Grupo Volkswagen. É o maior fabricante de automóveis do mundo e tem a sua sede na cidade de Wolfsburg, na Baixa Saxônia.
O Grupo Volkswagen, além da marca Volkswagen, é, também, proprietário das marcas Audi, Bentley, Bugatti, Ducati, Lamborghini, SEAT, Porsche, Škoda Auto, MAN, Volkswagen Caminhões e Ônibus e Scania. Em março de 2011, a Volkswagen adquiriu o segmento comercial da Porsche por 3,3 bilhões de euros, adquirindo, assim, o direito de negociar e operar a marca "Porsche", fazendo com que a Volkswagen fique mais próxima à fusão com a "PHS" (Porsche Holding Salzburg).
Em julho de 2011, a Volkswagen, que já era o maior acionista do Grupo MAN SE, elevou sua participação para 55,9% das ações, consolidando-se como acionista majoritário. Em abril de 2012, a Volkswagen, por intermédio da Audi, anunciou o compra da fabricante italiana de motos Ducati, aumentando a rivalidade com a BMW também no segmento de motos esportivas.
A Volkswagen também patrocina alguns eventos esportivos, como o Rali Dakar, a Seleção Argentina de Futebol, a Seleção Neozelandesa de Futebol e a Seleção Russa de Futebol, além da Academia do David Beckham. Também patrocinou os Jogos Olímpicos de Verão de 2008 e patrocina o time alemão VfL Wolfsburg.
A Volkswagen possui, no Brasil, mais precisamente no estado de São Paulo, duas pequenas centrais hidrelétricas (PCH) nas margens do rio Sapucaí, sendo uma denominada Anhanguera e a outra, Monjolinho.

## Nome
Volkswagen (pronuncia-se AFI: [ˈfɔlksˌvaːɡən]) é uma palavra que, em língua alemã, significa "carro do povo". Mas é normalmente referida pela abreviatura VW. Seu slogan comercial atual é Das Auto, expressão em alemão que significa "O Carro".

## História

### Origem: Década de 1930, na Alemanha

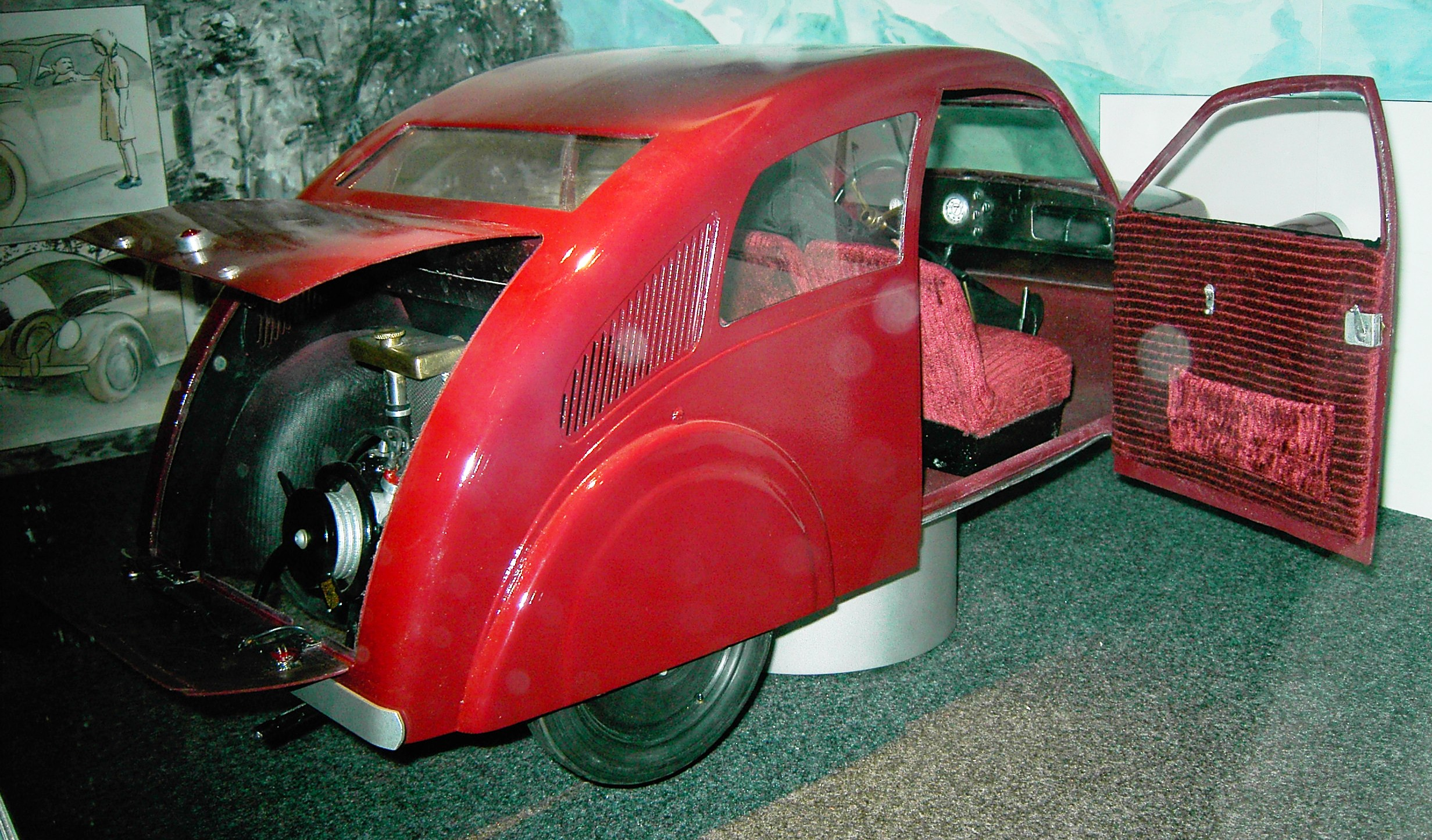
Porsche Tipo 12, automóvel de 1931 que é considerado um precursor do Volkswagen Tipo 1.

A origem da empresa remonta à década de 1930, na Alemanha Nazi, e ao projeto de construção do automóvel que ficaria conhecido no Brasil como "Fusca", em Portugal como "Carocha", na Alemanha como "Käfer" e nos Estados Unidos e Reino Unido como "Beetle" e países de língua espanhola "Escarabajo". O termo "Volkswagen" foi criado por volta de 1924 pelo engenheiro alemão-judeu Josef Ganz, que lutava para modernizar a indústria automobilística alemã, publicando suas ideias de introduzir suspensões independentes com semieixos oscilantes, baixo centro de gravidade e chassi com tubo central num automóvel popular que custasse o mesmo que uma motocicleta.
Em 1933, Adolf Hitler visitou o Salão Internacional do Automóvel de Berlim e viu, no Volkswagen, uma forma eficiente de propaganda nazista, e passou a defender a ideia de carro do povo como se fosse sua. Josef Ganz e Edmund Rumpler foram cogitados para dirigir o projeto, mas logo foram descartados por serem judeus. O engenheiro encarregado de desenvolver o modelo foi Ferdinand Porsche (1875–1952), apesar de grande parte de seu desenho ter sido inspirado nos carros desenvolvidos por Hans Ledwinka para a empresa Tatra.
Cerca de 336 mil pessoas pagaram pelo modelo, e protótipos do carro, chamados em alemão KdF-Wagen (KDF significa Kraft durch Freude, em português, "força através da alegria", um dos lemas do Partido Nacional Socialista dos Trabalhadores Alemães, o conhecido Partido Nazista), surgiram a partir de 1936, sendo os primeiros modelos produzidos em Stuttgart. O carro já possuía as curvas de seu formato característico e o motor refrigerado a ar, de quatro cilindros, montado na traseira, similar ao Tatra. Erwin Komenda, chefe de desenho da Porsche de longa data, desenvolveu o corpo do protótipo que seria igual ao dos Carochas/Fuscas posteriores.
A nova fábrica - implantada numa cidade que foi criada em torno da mesma e batizada de KdF-Stadt (atual Wolfsburgo) - só havia produzido algumas unidades quando a Segunda Guerra Mundial iniciou-se em 1939. Como consequência da guerra, sua produção foi adaptada para veículos militares, como o jipe Kübelwagen, o modelo anfíbio Schwimmwagen e o Kommandeurwagen.

### 1945 – Um futuro incerto

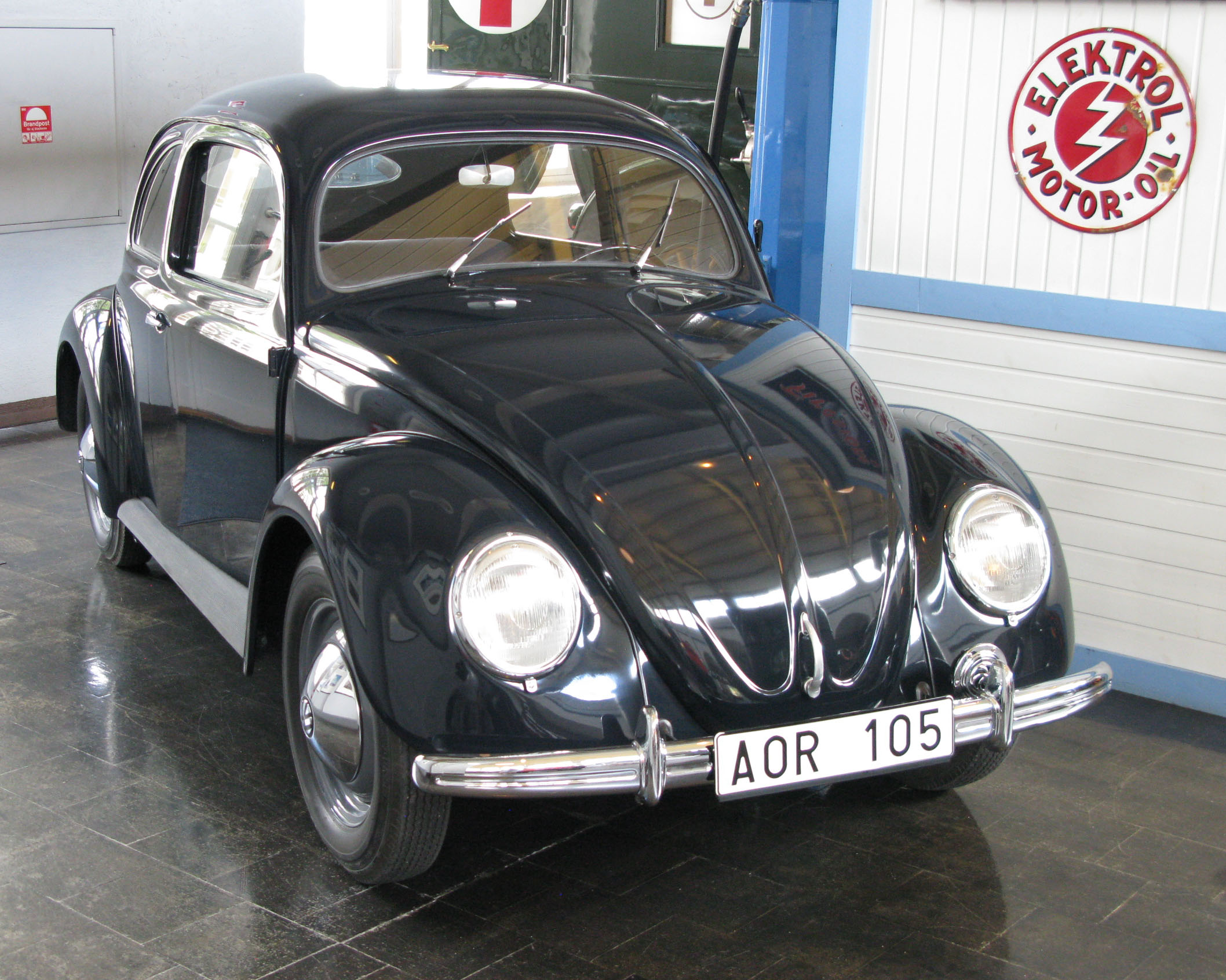
Fusca 1949.

A empresa deve a sua existência no pós-guerra a um homem, o major britânico Ivan Hirst. Em abril de 1945, a KdF-Stadt e sua fábrica fortemente bombardeada foram capturados pelos norte-americanos, e passaram às mãos da administração britânica. A primeira ideia foi usá-la para a manutenção de veículos militares pesados. Para Hirst, como ela fora usada para produção militar e fora um "animal político" (menção pessoal) ao invés de um empreendimento comercial, seu equipamento na época fora destinado às reparações de guerra.
Assim, Hirst pintou um dos carros da fábrica de verde e o exibiu em instalações militares britânicas. Dispondo de poucos veículos leves de transporte, em setembro de 1945 o exército britânico foi persuadido a encomendar 20 000 unidades. As primeiras unidades foram para o pessoal das forças de ocupação e para o correio alemão. Por volta de 1946, a fábrica estava produzindo 1 000 carros por mês, uma quantidade notável, uma vez que a fábrica ainda precisava de reparos: o teto e os vidros danificados interrompiam a produção quando chovia, e o aço para fazer automóveis era pago com veículos produzidos.
O carro e a cidade mudaram seus nomes da época da Segunda Guerra Mundial para, respectivamente, Volkswagen e Wolfsburg. Enquanto isto, a produção crescia. Como ainda era incerto o futuro da fábrica, a mesma foi oferecida a representantes de empresas automobilísticas britânicas, americanas e francesas. Todos a rejeitaram. Depois de visitar a fábrica, Sir William Rootes, da indústria britânica Rootes Group, declarou que "o modelo não atrai o consumidor médio de automóveis, é muito feio e barulhento... se vocês pensam que vão fazer automóveis neste lugar, vocês são uns grandes tolos, rapazes". Ironicamente, a Volkswagen fabricou nos anos 1980 uma versão do Hillman Avenger, modelo criado pela empresa de Rootes (Hillman), após esta ter sido absorvida pela Chrysler em 1978, e de a Chrysler, por sua vez, ter vendido sua fábrica na Argentina - que produzia este modelo como "Dodge Polara" - para a Volkswagen.

### 1948–1974 - Ícone da recuperação alemã

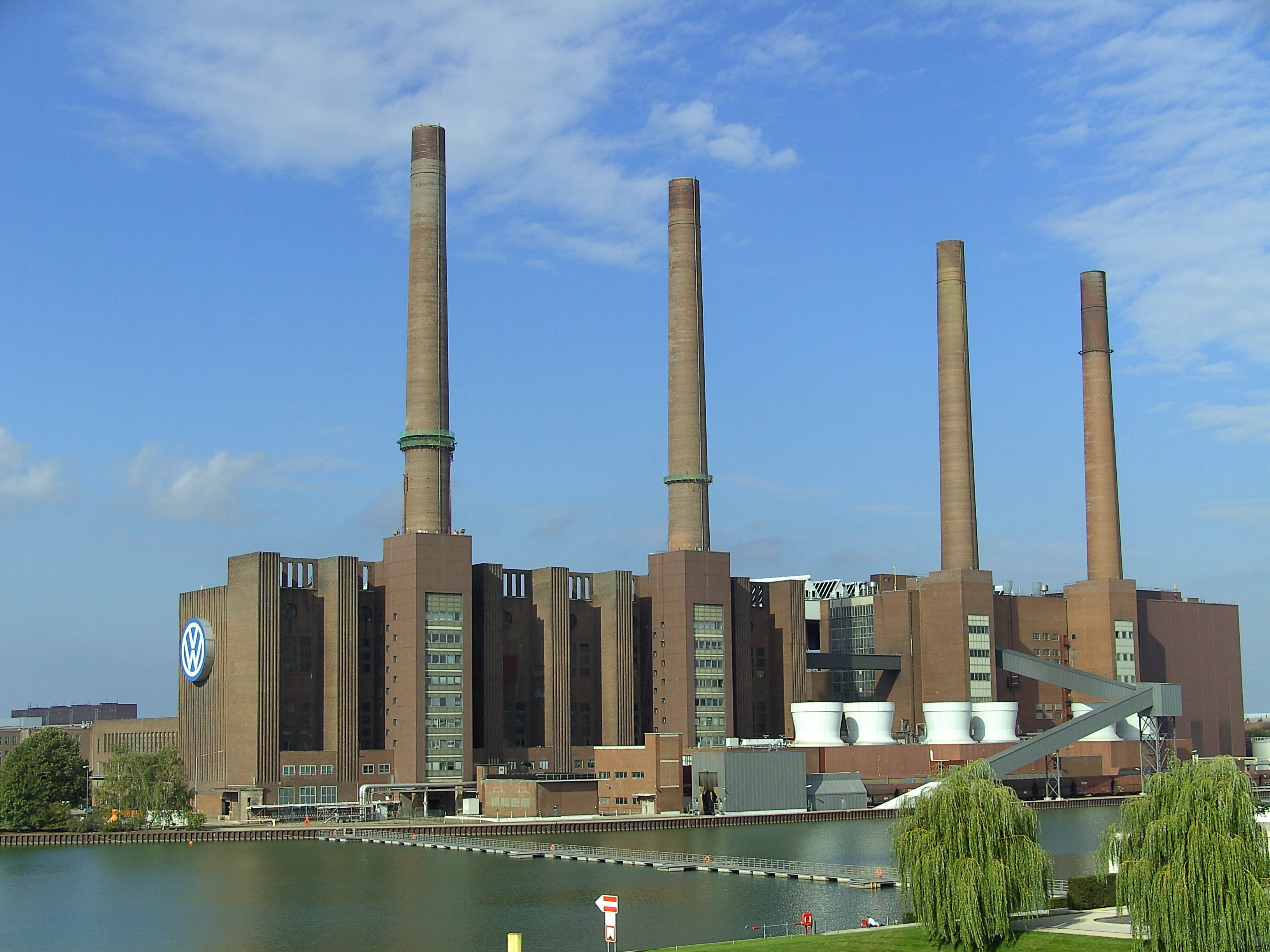
Fábrica da Volkswagen na cidade de Wolfsburg, na Alemanha.

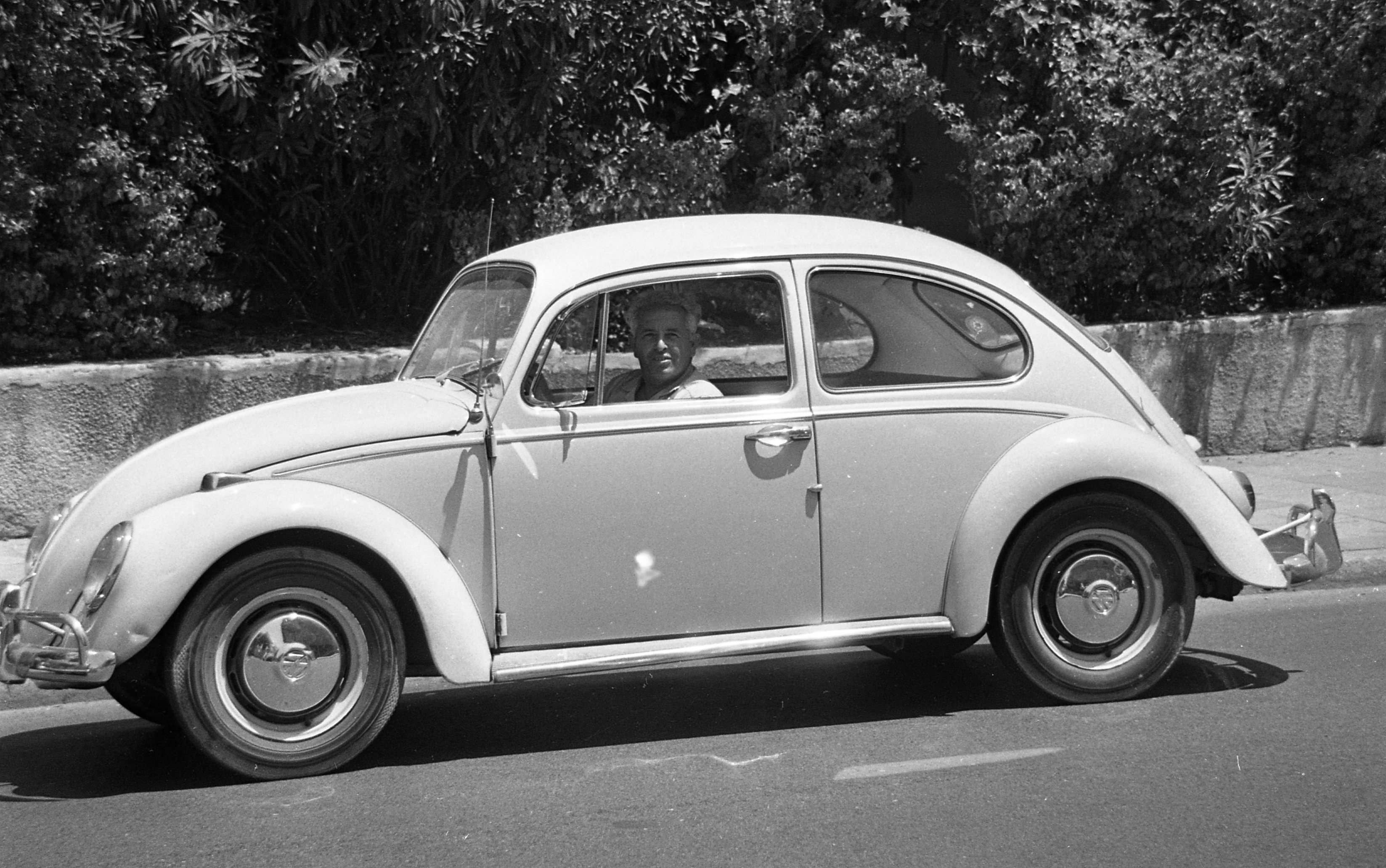
Volkswagen em Israel em 1969

Após 1948, a Volkswagen se tornou um importante elemento simbólico e econômico da recuperação da Alemanha Ocidental. Heinrich Nordhoff (1899–1968), ex-gerente da área de caminhões da Opel, foi chamado para dirigir a fábrica naquele ano. Em 1949, Hirst deixou a empresa, agora reorganizada como um monopólio controlado pelo governo alemão ocidental. Além da introdução do veículo comercial "VW tipo 2" (conhecido como Kombi) em suas versões de passageiros, furgão e camioneta, e do esportivo Karmann Ghia, Nordhoff seguiu a política de modelo único até pouco antes de sua morte em 1968.
A produção do "tipo 1", nome oficial do "Carocha" ou "Fusca", cresceu enormemente ao longo dos anos no mundo todo, tendo atingido 1 milhão de veículos em 1954.
Durante a década de 1960 e o início dos anos 1970, apesar de o carro estar ficando ultrapassado em alguns aspectos, suas exportações para os Estados Unidos, sua publicidade inovadora e sua reputação de veículo confiável ajudaram seus números de produção total superarem os do recordista anterior, o Ford Modelo "T". Por volta de 1973, sua produção mundial já superava 16 milhões de unidades.
A Volkswagen expandiu sua linha de produtos em 1967 com a introdução de vários modelos "tipo 3", os quais eram essencialmente variações de desenho de carrocerias (hatch, três volumes) baseados na plataforma mecânica do "tipo 1". Novamente o fez em 1969 com a linha relativamente impopular chamada "tipo 4", que diferia bastante dos anteriores pela adoção de carroçaria monobloco, transmissão automática e injeção de combustível.

### 1974 – Do "Käfer" para o Golf

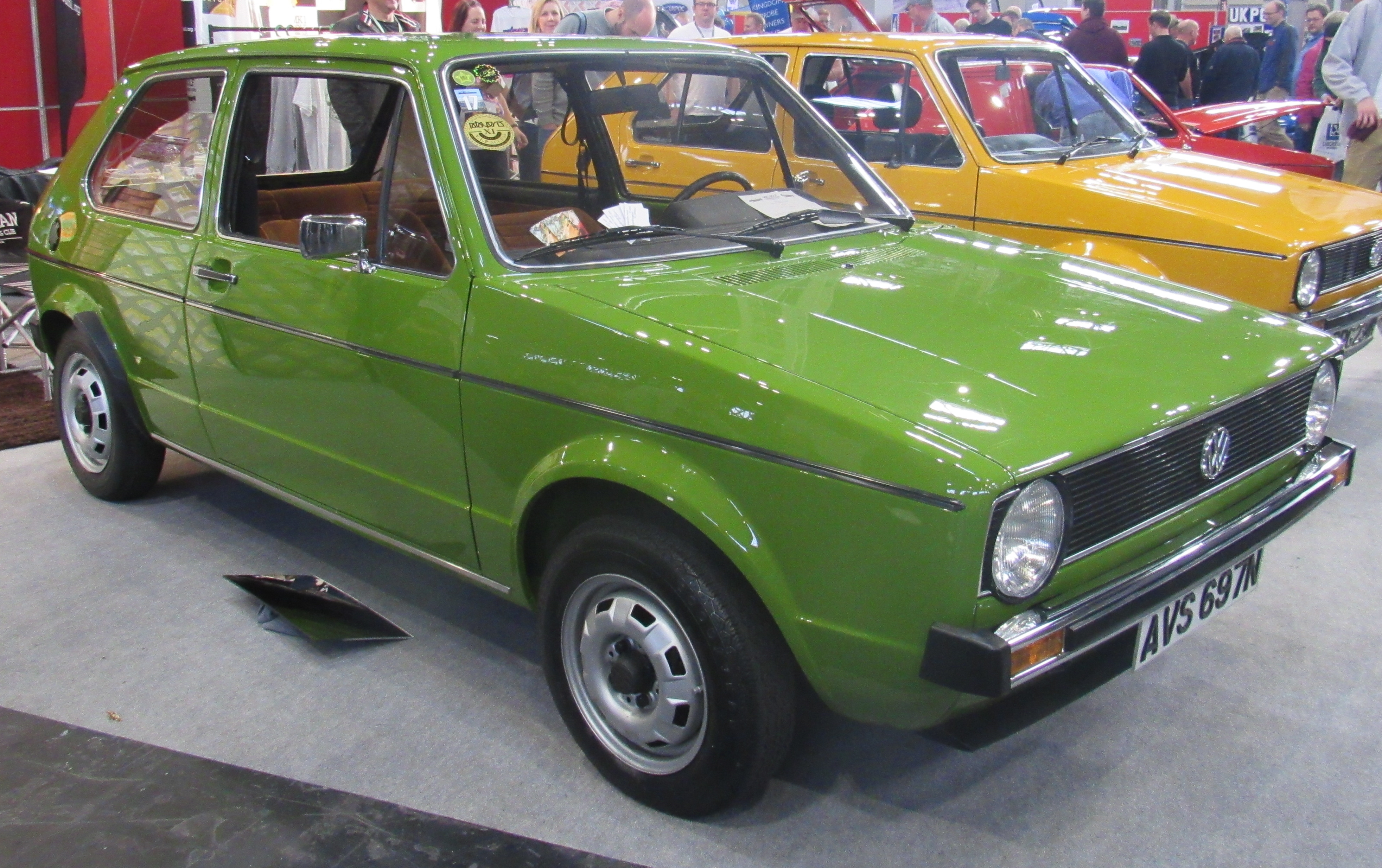
Primeira geração do Volkswagen Golf de 1974.

A Volkswagen (VW) enfrentou sérios problemas em fins dos anos 1960, com o insucesso dos "tipo 3" e "tipo 4" e também com o K70, baseado em modelo da montadora NSU. A empresa sabia que a produção do "Käfer" (Carocha, Fusca) iria terminar algum dia, porém o enigma sobre como substituí-lo se convertera num pesadelo. A chave para o problema veio da aquisição da Audi/Auto-Union, em 1964. A Audi possuía os conhecimentos tecnológicos sobre tração dianteira e motores refrigerados a água dos quais a Volks tanto necessitava para produzir um sucessor de seu "tipo 1". A influência da Audi abriu caminho para uma nova geração de Volkswagens: Polo, Golf e Passat.
A produção do Käfer na fábrica de Wolfsburg cessou em 1974, sendo substituído pelo Golf. Era um veículo totalmente diferente de seu predecessor, tanto na mecânica quanto no desenho, com suas linhas retas desenhadas pelo projetista italiano Giorgetto Giugiaro. Seu desenho seguiu tendências estabelecidas pelos pequenos modelos familiares, tais como o Mini Cooper, de 1959 e o Renault 5, de 1972 — o Golf tinha um motor refrigerado a água montado transversalmente, desenho hatchback e tração dianteira, uma configuração que tem dominado o mercado desde então. A produção do Käfer (Carocha/Fusca) continuou em fábricas alemãs menores até 1978, porém o grosso da produção foi deslocado para o Brasil e o México.

### Dos anos 1970 aos dias atuais

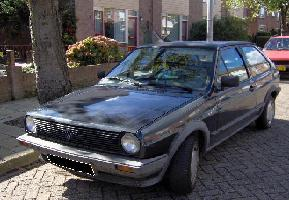
Volkswagen Polo de 1990.

Desde a introdução do Golf, a Volkswagen tem oferecido uma gama de modelos semelhantes aos de outros fabricantes europeus. O Polo, menor em tamanho que o Golf e introduzido na mesma época, os esportivos Scirocco e Corrado, e o Passat, de maior tamanho, foram os mais importantes e significativos. Em 1998, a Volks lançou o chamado New Beetle, um carro com plataforma baseada no Golf e desenho que lembrava o "Beetle"/"Käfer". Em 2002, a empresa alemã - cujo nome traduzido ao português significa "carro do povo" - lançou dois automóveis para o segmento de alto luxo: a limusine Phaeton (como se chamam os sedãs na Alemanha, seu maior mercado) e o SUV Volkswagen Touareg.
Em 30 de julho de 2003, o último Carocha/Fusca foi produzido no México, selando, para o modelo, um total de 21 529 464 unidades produzidas em todo o mundo.
Hoje, a Volkswagen é parte do Volkswagen AG (Volkswagen Aktiengesellschaft), que inclui as marcas:
- Audi—antiga Auto Union/DKW—comprada da Daimler-Benz em 1964–1966;
- NSU Motorenwerke AG—comprada em 1969 pela divisão Audi. A marca não é mais usada desde 1977;
- SEAT—marca espanhola adquirida em 1987;
- Škoda—adquirida em 1991;
- Bentley—adquirida em 1998 da empresa inglesa Vickers, junto com a marca Rolls-Royce;
- Bugatti—adquirida em 1998;
- Lamborghini—adquirida em 1998 pela divisão Audi;
- MAN SE—Tornou-se sócia majoritária em 2008 com 55,9% das ações;
- Scania AG—adquirida em 2008;
- Italdesign Giugiaro S.p.A—adquirida em 2010;
- Ducati Motor Holding—adquirida em 2012 pela divisão Audi.

De julho de 1998 até dezembro de 2002, a divisão Bentley da Volkswagen também vendeu automóveis sob a marca Rolls-Royce, após acordo com a também alemã BMW, a qual comprara os direitos de uso do nome. A partir de 2003, apenas a BMW pode fabricar automóveis com a marca Rolls-Royce.

### A proposta do Volkswagen Taos
A Volkswagen anuncia seu novo SUV médio, Volkswagen Taos, que tem proposta de ser um SUV entre o Volkswagen T-Cross, e o Volkswagen Tiguan, o veículo foi lançado no terceiro trimestre de 2021.

## Crimes e Escândalos

### 2008
Seus carros da família Fox foram acusados de decepar dedos de seus usuários no momento em que rebatiam o banco traseiro. Ao menos oito pessoas perderam parte do dedo ao utilizar o mecanismo, que não era o mesmo dos modelos Fox comercializados no exterior.

### 2014
Foi condenada ao pagamento de 1,1 milhão de reais por contratações ilegais de terceirizados para sua unidade de motores de São Carlos. Além da própria terceirização, considerada ilegal para atividades fins, constataram-se irregularidades no tocante à jornada de trabalho, descanso (casos de funcionários que trabalharam sem descanso semanal por 30 dias), excesso de horas extras e contratação irregular.

### 2015
Em 2015, a VW se viu envolvida em um enorme problema após a descoberta de que seus veículos a diesel, e os de outras empresas do grupo, continham um elemento fabricado pela Bosch que reconhecia o momento em que passavam por um teste de emissão de poluentes para, somente durante os testes, diminuir estas emissões. Durante o uso comum, estes automóveis superam em até 40 vezes o limite máximo estabelecido pela legislação estadunidense. O acontecimento causou a saída do presidente da marca. A própria Volks veio a público assumir que 11 milhões de seus veículos estariam adulterados e que o fato não se devia a um pequeno grupo de gestores, mas de ao menos 30 deles.
Devido ao escândalo, a Volkswagen anunciou um corte de 1 bilhão de euros anuais em investimentos.

### 2021
No Brasil, no dia 14 de março de 2021, a Volkswagen publicou um anúncio reconhecendo sua atuação na ditadura militar brasileira. Em setembro de 2020, a Volkswagen assinou um termo de ajuste de conduta, após serem abertos três inquéritos nos quais a empresa é acusada de perseguição política.

## Outras fábricas
- A fábrica da VW em Portugal situa-se no município de Palmela, a sul de Lisboa, e é conhecida como a Autoeuropa.
- A Volkswagen Brasil, em São Bernardo do Campo, no estado de São Paulo, é a matriz no Brasil.
- A Volkswagen Motores está localizada na cidade de São Carlos, no estado de São Paulo.[18]
- A Volkswagen Caminhões e Ônibus foi vendida à MAN Latin America (Pertencente ao Grupo VW) e está localizada na cidade de Resende no estado do Rio de Janeiro.
- A Volkswagen de Taubaté, no estado de São Paulo.
- A Volkswagen de São José dos Pinhais, no estado do Paraná.

## Portfólio no Brasil
Em 2022, o portfólio da marca alemã no Brasil era comprimida por 10 veículos, sendo Polo, Virtus, Nivus, Saveiro e T-Cross produzidos no Brasil; Amarok e Taos produzidos na Argentina e o Jetta é produzido no México. Os modelos Gol e Voyage saíram de linha após 42 e 28 anos, respectivamente, no mercado.
Ao longo dos últimos anos, a Volkswagen do Brasil foi dirigida por 5 presidentes diferentes (Herbert Demel, austríaco, Wolfgang Sauer - alemão, Paul Fleming, inglês, Hans-Christian Maergner, alemão e Thomas Schmall, alemão) e é a atual 2ª colocada em vendas em produção de carros e comerciais leves em território nacional, perdendo apenas para a líder Chevrolet.
O Consórcio Nacional Volkswagen faz parte da Volkswagen Financial Services, a empresa responsável pelas operações financeiras do Grupo Volkswagen em todo o mundo. No Brasil, ela é composta também pelo Banco Volkswagen e pela Volkswagen Corretora de Seguros.
Fundada em 1956, a Volkswagen Financial Services atua em todo o Brasil, oferecendo produtos que facilitam o acesso a automóveis de passeio, veículos comerciais, caminhões e ônibus Volkswagen e MAN Latin America, veículos Audi e motocicletas Ducati.

## Modelos atuais noBrasil
- Amarok
- Jetta
- Polo
- Saveiro
- T-Cross
- Tera
- Virtus
- Nivus
- Taos
- Tera